# Rune Grønn
Rune Grønn, född den 21 augusti 1965 i Verdals kommun, är en norsk gitarrist. Grønn är rytmgitarrist i det norska punkrock-bandet Turbonegro, som han tillsammans med Thomas Seltzer (bas), Pål Bøttger Kjærnes (synth, gitarr) med flera bildade i slutet på 1980-talet. Han är även känd under artistnamnet Rune Rebellion.
Rune Grønn la under några år ner musikerkarriären. Han offentliggjorde den 7 november 2007 att han hoppade av Turbonegro för att på heltid ägna sig åt bandets skivbolag kallat Scandinavian leather records. 2011 var han åter i bandet som gitarrist.